# نوفاتك
نوفاتك (بالروسية: «НОВАТЭК» ) هي ثاني أكبر شركة منتجة للغاز الطبيعي في روسيا ، وسابع أكبر شركة مدرجة عالميًا من حيث حجم إنتاج الغاز الطبيعي. [3] كانت الشركة تعرف في الأصل باسم «أو إيه أو فيك» نوفا انفست. يقع مقر شركة نوفاتك في منطقة يامالو ننيتس ذاتية الحكم في غرب سيبيريا ، ولديها مكتب مبيعات في موسكو.لا ينبغي الخلط بين الشركة وشركة نوفاتك الأمريكية ، وهي شركة أمريكية تنتج الماس الصناعي لصناعة النفط والغاز ، أو شركة نوفاتك للإلكترونيات. وهي مورد لدوائر متكاملة للتحكم في العرض.